# Catherinum perlongum
Catherinum perlongum är en kräftdjursart som först beskrevs av Henry Augustus Pilsbry 1907.  Catherinum perlongum ingår i släktet Catherinum och familjen Scalpellidae. Inga underarter finns listade i Catalogue of Life.